# Révolte des Natchez
 (mai 2023).
La révolte des Natchez est un conflit ayant opposé, de 1729 à 1731, les autochtones Natchez et leurs alliés, aux colons français de Louisiane.

## Les Natchez

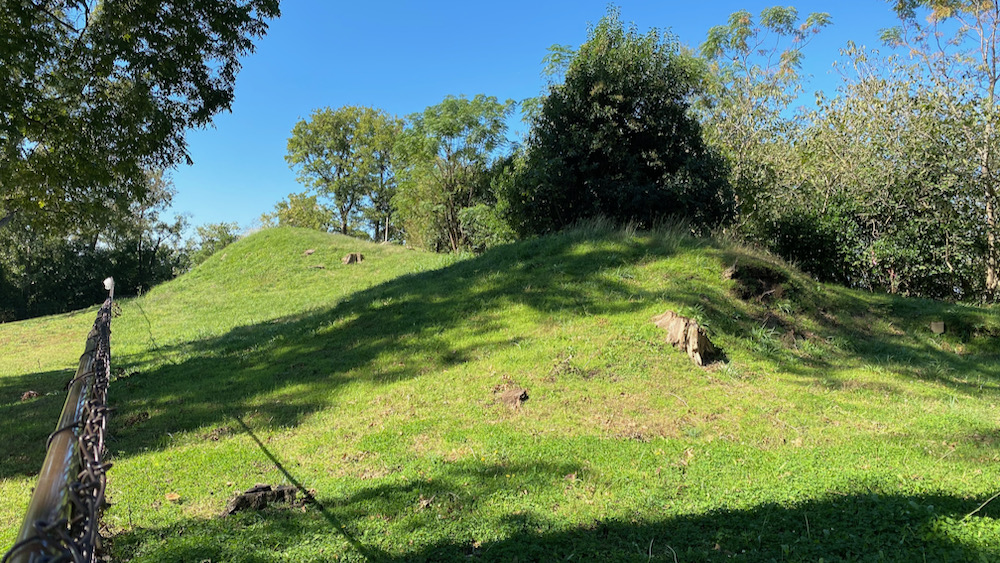
Fort Rosalie (Natchez)

À l'arrivée des premiers Français en Louisiane, les Natchez forment une des plus puissantes tribus amérindiennes de la Basse-Louisiane. Les pionniers français sont impressionnés par leur organisation, meilleure que la plupart des autres confédérations indiennes des environs, et que leur hiérarchie fût semblable au système français. En effet, il existait un Grand Soleil qui faisait figure de chef suprême, et plusieurs petits Soleils dirigeant les branches distinctes de la tribu, étaient ses représentants. Ce système plut aux Français dont le souverain de l'époque,  Louis XIV, se faisait appeler « le Roi Soleil ». Les premiers contacts furent donc bons, et très vite les Natchez devinrent de puissants alliés de la colonie française de Louisiane. Mais en 1716, les problèmes commencèrent : les Anglais de la Caroline proche mirent peu de temps à gagner à leur cause une partie des Natchez qui assassinèrent certains colons français, sous l'impulsion des marchands britanniques de la région. Il fallut que Jean-Baptiste Le Moyne de Bienville ruse pour ramener les Natchez à une paix qui dura jusqu'à la révolte de 1729, provoquée par un Français, d'Etcheparre.

## Déroulement du conflit

### Début de la révolte et le premier massacre
En 1729, le lieutenant basque d'Etcheparre, commandant du fort Rosalie, veut déposséder de leurs terres des Natchez, afin d'y aménager des plantations de tabac. Donnant un ultimatum d'un mois aux Natchez, il les pousse à comploter contre les Français. Alors que d'Etcheparre pense avoir soumis les indigènes, ceux-ci s'arment secrètement. Les Natchez obtiennent l'alliance de plusieurs autres nations amérindiennes des environs. Ils sont poussés dans leurs actions par les Chicachas, eux aussi ennemis des Français, et alliés des Anglais. Cependant les Chicachas, préférant ne prendre aucun risque, refusent d'intervenir directement contre les colons du fort Rosalie.
Quelques jours plus tard, le Grand Soleil, avec ses principaux guerriers, prétexte une visite amicale au fort pour l'investir. D'Etcheparre ne se méfie pas, bien qu'il ait été prévenu quelques heures auparavant de l'existence du complot des Natchez. Le Grand Soleil et sa troupe sont invités à entrer dans l'enceinte du fort. Dans un premier temps tout se passe bien, le chef des Natchez offrant même à d'Etcheparre des présents et des peaux. Mais sur un signal soudain lancé par le Grand Soleil, les guerriers natchez, occupant différentes positions dans le fort, massacrent les Français, ouvrent le ventre des femmes enceintes, scalpent les hommes et leur tranchent la tête, puis pillent le fort et les environs, faisant plus de 200 victimes chez les colons. Ce massacre au fort Rosalie marque le début d'un long conflit entre les Natchez et les Français.

### Représailles
Les représailles françaises ne se font pas attendre. Dès qu'à La Nouvelle-Orléans, le gouverneur de la Louisiane, Étienne de Perier, prend connaissance de cette véritable déclaration de guerre de la part des Natchez, il commence par consolider les défenses de la colonie, puis il envoie contre les Indiens soulevés une expédition militaire formée de Chactas alliés aux Français et de Canadiens. Cette expédition va permettre de déloger les Natchez de fort Rosalie, de les faire battre en retraite et de récupérer les prisonniers français au prix de longs et durs jours de combats.
Étienne de Perier a aussi demandé des renforts de la métropole, commandés par son frère Antoine Alexis de Perier de Salvert. Il les obtient à la fin de l'année 1730, et les envoie bientôt combattre les Natchez en fuite vers le nord. Les nouveaux effectifs du gouverneur arrivent à capturer de nombreux Natchez. Puis, après plusieurs combats, les Français réduisent le reste des Amérindiens soulevés et les poussent à la reddition au début de l'année 1731. Les Français font quelque 427 prisonniers. Les  derniers survivants Natchez fuient et trouvent refuge chez d'autres nations amérindiennes, notamment les Chicachas.
En 1732, les ultimes guerriers Natchez survivants sont exterminés lors de la bataille de la Colline Sang pour Sang à Cloutierville.

## Fin de la nation natchez

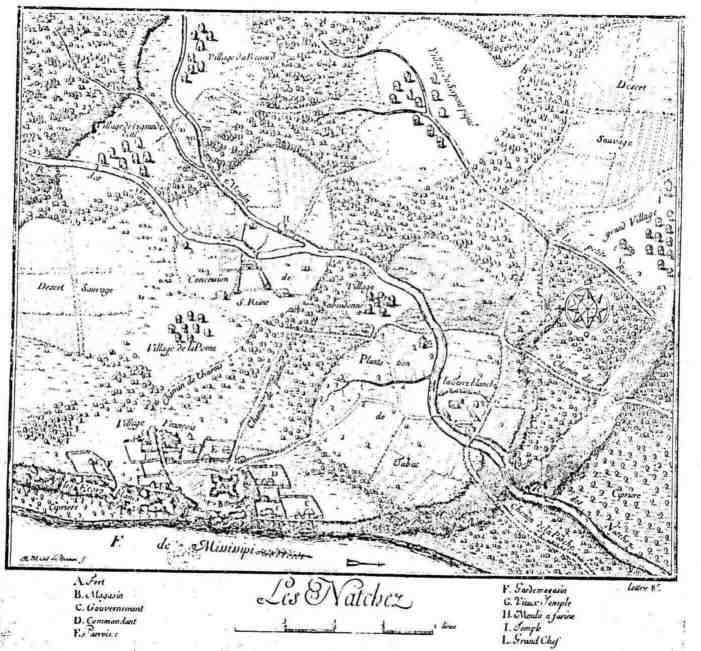
Carte des territoires natchez à l'époque du massacre, dessinée par Jean Baptiste Michel Le Bouteux.

L'issue de la révolte est pour les Natchez désastreuse : leur nation, l'une des plus exceptionnelles et des plus majestueuses chez les Indiens d'Amérique du Nord, est définitivement anéantie. Les derniers survivants capturés par les Français sont emmenés à Saint-Domingue, et y sont vendus comme esclaves pour travailler dans les grandes plantations sucrières des Antilles. Les autres, qui ont réussi à fuir, s'éparpillent par dizaines dans d'autres tribus qui les accueillent plus ou moins bien. Les Chicachas, par exemple, refuseront d'abord de livrer aux Français les Natchez (et aussi quelques marchands anglais), qui avaient trouvé refuge chez eux. Mais ils y furent obligés quand les Français montèrent plusieurs expéditions militaires contre eux.
Enfin, la destruction de cette nation indienne témoigne du fait que les Français n'étaient pas entièrement à l'abri des rapports violents entre Blancs et Amérindiens qui marque une bonne partie des contacts entre Européens et Amérindiens en Amérique durant les quatre premiers siècles de colonisation, même si on insiste davantage sur les cas anglais et espagnol, et même si de fait la Nouvelle-France offre, au total, un exemple moins brutal de ces contacts. La guerre contre les Natchez s'ajoute ainsi aux guerres franco-iroquoises et aux guerres contre les Renards dans la série de cas où les rapports entre Français et Amérindiens ont été violents.

#### Source duXVIIIesiècle
- Mathurin Le Petit, « Lettre du père Le Petit, 12 juillet 1730, sur les sauvages du Mississippi, et en particulier les Natchez, et relation de leur entreprise sur la colonie française en 1729 », dans Jean-Baptiste Du Halde (dir.), Lettres édifiantes et curieuses, écrites des Missions étrangères, par quelques missionnaires de la Compagnie de Jésus, 1731, vol. 20.

#### Études
- Arnaud Balvay, La révolte des Natchez, Paris, Félin, 2008, 243 p. (ISBN 978-2-86645-684-9, OCLC 270986289)
- Thomas Fumex, Les Natchez de Louisiane : études sur les relations entre Amérindiens et Français, de la cohabitation au massacre, URCA, Reims, 2019.
- Jacqueline Monsigny, Edward Meeks, Le Roman de la Louisiane, Monaco, éditions du Rocher, 2011.
- Gilles Havard, « Le Grand Soleil et la mort. Anthropologie du coup Natchez de 1729 », Recherches amérindiennes au Québec, vol. 50, no 2,‎ 2020,, p. 71–91 (lire en ligne).